# Samuel García Sánchez
Samuel García Sánchez, noto semplicemente come Samu (Malaga, 13 luglio 1990), è un ex calciatore spagnolo, di ruolo attaccante.

## Caratteristiche tecniche
Ala destra, dotato di buona tecnica individuale, può giocare anche come prima o seconda punta.

## Carriera

### Club
Aggregatosi, nel 2009, al CD Alhaurino disputa 26 incontri nei quali attrae gli osservatori del Malaga, che decidono di acquistarlo e, per le prime tre stagioni, militerà nella Tercera División. Promosso in prima squadra dall'allenatore Bernd Schuster, nell'estate 2013, a 23 anni, si aggrega alla rosa, con cui resterà legato sino al 2016.
Debutta nel massimo campionato spagnolo il 17 agosto 2013, subentrando dalla panchina nell'incontro perso 1-0 a Valencia, mentre segna il primo gol con la maglia del Malaga arriva il 3 novembre successivo nel 3-2 rifilato al Real Betis.
Il 18 giugno 2015 viene acquistato, insieme al compagno di squadra Samu Castillejo, dal Villarreal.

## Statistiche

### Presenze e reti nei club
Statistiche aggiornate al 22 agosto 2018.
| Stagione        | Squadra         | Campionato      | Campionato | Campionato | Coppa nazionali | Coppa nazionali | Coppa nazionali | Coppe continentali | Coppe continentali | Coppe continentali | Altre coppe | Altre coppe | Altre coppe | Totale | Totale |
| Stagione        | Squadra         | Comp            | Pres       | Reti       | Comp            | Pres            | Reti            | Comp               | Pres               | Reti               | Comp        | Pres        | Reti        | Pres   | Reti   |
| --------------- | --------------- | --------------- | ---------- | ---------- | --------------- | --------------- | --------------- | ------------------ | ------------------ | ------------------ | ----------- | ----------- | ----------- | ------ | ------ |
| 2013-2014       | Málaga          | PD              | 27         | 4          | CR              | 1               | 0               | -                  | -                  | -                  | -           | -           | -           | 28     | 4      |
| 2014-2015       | Málaga          | PD              | 32         | 5          | CR              | 6               | 0               | -                  | -                  | -                  | -           | -           | -           | 38     | 5      |
| 2015-2016       | Villarreal      | PD              | 16         | 2          | CR              | 4               | 1               | UEL                | 6                  | 0                  | -           | -           | -           | 26     | 3      |
| 2016-gen. 2017  | Rubin Kazan     | PL              | 13         | 0          | KR              | 2               | 1               | -                  | -                  | -                  | -           | -           | -           | 15     | 1      |
| gen.-giu. 2017  | Leganés         | PD              | 11         | 0          | CR              | -               | -               | -                  | -                  | -                  | -           | -           | -           | 11     | 0      |
| 2017-2018       | Levante         | PD              | 11         | 0          | CR              | 4               | 0               | -                  | -                  | -                  | -           | -           | -           | 15     | 0      |
| gen.-giu. 2018  | Málaga          | PD              | 7          | 0          | CR              | 0               | 0               | -                  | -                  | -                  | -           | -           | -           | 7      | 0      |
| Totale Malaga   | Totale Malaga   | Totale Malaga   | 66         | 9          |                 | 7               | 0               |                    | -                  | -                  |             | -           | -           | 73     | 9      |
| 2018-2019       | Levante         | PD              |            |            |                 |                 |                 |                    |                    |                    |             |             |             |        |        |
| Totale carriera | Totale carriera | Totale carriera | 99         | 11         |                 | 13              | 2               |                    | 6                  | 0                  |             | -           | -           | 118    | 13     |